# IN MY ARMS TONIGHT
「IN MY ARMS TONIGHT」（イン・マイ・アームズ・トゥナイト）は、ZARDの5作目のシングル。

## 概要
- 前作「眠れない夜を抱いて」からわずか1か月、アルバム『HOLD ME』から1週間後に発売された。本作から再び坂井泉水によるソロユニット形態に戻った。
- 本作以降、カップリング曲がオリジナルアルバムに収録されることが減少した。

## 音楽性

### IN MY ARMS TONIGHT
- 表題曲は森尾由美主演のテレビドラマ『学校があぶない』の主題歌に使用された[1][注 2]。ZARDがドラマ主題歌を手掛けるのは3枚目のシングル「もう探さない」以来2作ぶり、通算3作目となる[注 3]。
- 坂井によると「この曲は、TUBEの春畑道哉さんに作っていただいて、イントロを聞いただけでキュンとなる大好きな1曲。独自のメロディーラインも気に入ってます。」「男性が作るメロディーに私（女性）の詞というパターンですが、それがZARDらしさのひとつの言葉。男性的な骨太いサウンドと女性的な歌詞、そして私の声と、その辺がうまく中和しあって “中性的” なイメージになるんじゃないでしょうか。」と語っている[注 4]。
- 1992年10月16日、テレビ朝日系列音楽番組『ミュージックステーション』に出演した[2]。

## プロモーションビデオ
- 髪を下ろした坂井がアップで歌唱する映像を含めたショート映像が制作されたが、公式版は未だ映像化されていない。2007年の坂井の死後でライブ映像を含めてリメイクされた映像が初公開された。また、本作以降プロモーションビデオがフルサイズで制作されることがほとんどなくなり、景色や静止画などが多用されたイメージ映像が多くなる。

## 収録曲
1. IN MY ARMS TONIGHT [4:21]
作詞：坂井泉水
作曲：春畑道哉
編曲：明石昌夫
表題曲の作曲を織田哲郎以外が手掛けた初の楽曲。クレジット表記はされていないが、大黒摩季がコーラスで参加していることが坂井逝去後に明かされている[3]。また、シングル初回出荷分と追加プレス以降でミックスが異なっている。
2. 汗の中でCRY [3:45]
作詞：坂井泉水
作曲：松川敏也
編曲：小澤正澄、池田大介
松川がZARDに提供した唯一の作品で、この楽曲も大黒摩季がコーラスで参加。歌詞は直接的な表現が多く、彼女の違った一面を垣間見ることが出来る作品。
3. IN MY ARMS TONIGHT (オリジナル・カラオケ) [4:20]
作曲：春畑道哉
編曲：明石昌夫
4. 汗の中でCRY (オリジナル・カラオケ) [3:42]
作曲：松川敏也
編曲：小澤正澄、池田大介

## 参加ミュージシャン
ZARD
- 坂井泉水：Vocal
- 町田文人：Guitar
- 星弘泰：Bass
- 道倉康介：Drums
- 池澤公隆：Keyboards

Additional Musician
- 大黒摩季：Guest Chorus (全曲)

## タイアップ
- TBS系列火曜ドラマ『学校があぶない』主題歌 (#1)

## 楽曲の収録アルバム
- 揺れる想い (#1)
- ZARD BLEND〜SUN & STONE〜 (#1 リミックスバージョン)
- ZARD Cruising & Live 〜限定盤ライヴCD〜 (#1 ライブバージョン)
- Golden Best 〜15th Anniversary〜 (#1)
- ZARD SINGLE COLLECTION 〜20th ANNIVERSARY〜 (#1,2)
- ZARD Forever Best 〜25th Anniversary〜 (#1)
- ZARD Best Request 〜35th Anniversary〜(#1)